# Совтер (Жер)
Совте́р (фр. Sauveterre) — коммуна во Франции, находится в регионе Юг — Пиренеи. Департамент — Жер. Входит в состав кантона Ломбес. Округ коммуны — Ош.
Код INSEE коммуны — 32418.

## География

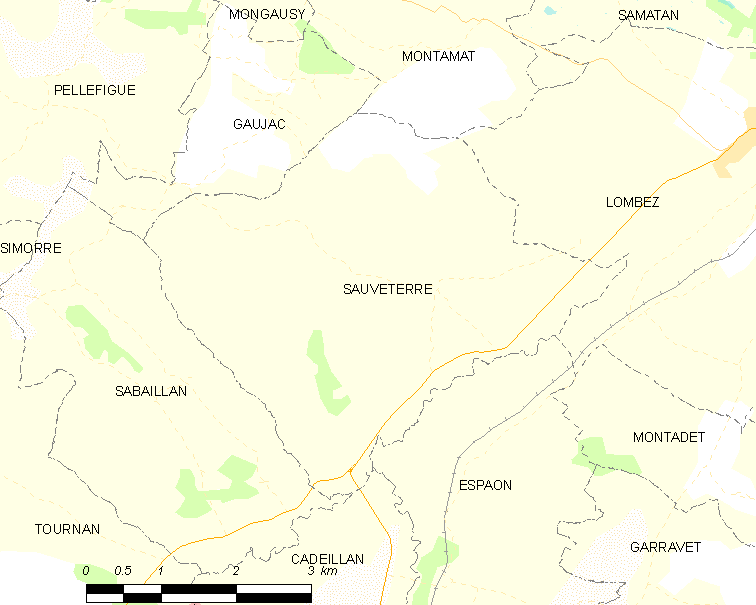
Карта коммуны

Коммуна расположена приблизительно в 620 км к югу от Парижа, в 50 км западнее Тулузы, в 31 км к юго-восточнее от Оша.
На юго-востоке коммуны протекает река Сав.

## Климат
Климат умеренно-океанический. Лето жаркое и немного дождливое, температура часто превышает 35 °С. Зимой часто бывает отрицательная температура и ночные заморозки. Годовое количество осадков — 700—900 мм.

## Население
Население коммуны на 2010 год составляло 231 человек.
| 1962 | 1968 | 1975 | 1982 | 1990 | 1999 | 2010 |
| ---- | ---- | ---- | ---- | ---- | ---- | ---- |
| 364  | 326  | 283  | 264  | 219  | 229  | 231  |

## Администрация
| Период | Период | Фамилия        | Партия | Примечания |
| ------ | ------ | -------------- | ------ | ---------- |
| 2001   | 2014   | Жан Маньоак    |        |            |
| 2014   | 2020   | Мишель Замюнер |        |            |

## Экономика
В 2010 году среди 142 человек трудоспособного возраста (15-64 лет) 110 были экономически активными, 32 — неактивными (показатель активности — 77,5 %, в 1999 году было 68,8 %). Из 110 активных жителей работали 105 человек (55 мужчин и 50 женщин), безработных было 5 (3 мужчин и 2 женщины). Среди 32 неактивных 14 человек были учениками или студентами, 9 — пенсионерами, 9 были неактивными по другим причинам.